# 분자 전자공학
분자 전자공학(Molecular electronics)은 전자 부품 제조를 위한 분자 빌딩 블록을 연구하고 응용하는 학문이다. 물리학, 화학, 재료과학을 포괄하는 학제간 영역이다. 통합 기능은 전자 부품을 제조하기 위해 분자 빌딩 블록을 사용하는 것이다. 분자 수준의 특성 제어가 제공하는 전자 장치의 크기 감소 전망으로 인해 분자 전자 장치는 많은 관심을 불러일으켰다. 이는 소규모 기존 실리콘 집적 회로의 예상 한계를 넘어 무어의 법칙을 확장할 수 있는 잠재적인 수단을 제공한다.

## 같이 보기
- 유기 반도체
- 나노일렉트로닉스
- 초분자화학